# Anton Schammas
Anton Schammas (hebräisch אנטון שמאס‎; * 1950 in Fasuta, Israel) ist ein israelischer Dichter, Schriftsteller, Dramatiker und Übersetzer.

## Leben
Schammas stammt aus einer christlich-arabischen Familie. Er gehört zu der ersten Generation von Arabern, die nach der Staatsgründung von Israel das israelische Erziehungssystem durchlaufen. Früh wird seine sprachliche Begabung deutlich, was sich auch in seiner vollendeten Beherrschung des Hebräischen widerspiegelt. Nach dem Abitur studiert Schammas an der Hebräischen Universität Jerusalem Anglistik, arabische Literatur und Kunstgeschichte. Er schreibt für hebräische und arabische Zeitschriften. Zahlreiche Übersetzungen arabischer Literatur in das Hebräische und umgekehrt. In das Arabische und das Hebräische übersetzt er z. B. Samuel Becketts Warten auf Godot das in den 1980er Jahren mit großem Erfolg im städtischen Theater von Haifa aufgeführt wurde.
Im Jahre 1974 veröffentlicht Schammas zwei Gedichtbände, einen in arabischer: „Gefangener meines Wachens und meines Schlafes“ und einen in hebräischer Sprache: Gebundenes Buch oder wie der englische Nebentitel sagt: Hardcover. In beiden unternimmt er sprachliche und poetologische Experimente, die die Grenzen der poetischen Sprache austesten. Themen wie verlorene Lieben, eine ans Unheimliche grenzende Aufdringlichkeit verdrängter Erinnerung und die Einsamkeit des lyrischen Ichs ziehen sich durch die Texte.
1979 folgt der hebräische Gedichtband „Niemandsland“ in dem er seine poetische Sprache verfestigt, das Experimentelle zugunsten eines klaren dichterischen Stils ablegt. Auch hier herrschen Themen wie Einsamkeit und Ortlosigkeit vor und das "Träumen im Niemandsland".
In Israel und darüber hinaus weltweit bekannt wurde er durch seinen 1986 erschienenen autobiographischen Roman Arabesken. Das Schicksal und die Wanderungen seiner Familie wird aus der Perspektive verschiedener Personen erzählt. Zutage treten hier viele Legenden, Begebenheiten und Anekdoten aus der Welt arabischer Israelis in Galiläa, die zum Teil im Verlaufe der Staatsgründung Israels ihres Landes beraubt oder sogar vertrieben wurden. Andere konnten bleiben und ihr Leben unter israelischer Hoheit als Staatsbürger zweiter Klasse in ihrer Heimat fortführen. In diese Geschichten hineingewoben werden die Wanderungen des Anton Schammas, die von Israel über Paris nach Amerika führt, nach Iowa City. Dort nimmt er an einem internationalen Schriftstellerworkshop teil. Arabesken ist gleichzeitig eine Standortbestimmung des Autors, der mittels einer Vielzahl von literarischen Stimmen, die durch seinen Text hindurchtönen, sich in eine Welt hineinzuschreiben sucht, die frei ist von nationalen und ideologischen Begrenzungen.
Arabesken ist vorerst das letzte größere Werk von Schammas. Seit vielen Jahren wirkt er als Professor für nahöstliche Literatur an der staatlichen Universität von Michigan. Er übersetzt weiterhin arabische Literatur ins Hebräische und betätigt sich zuweilen als Essayist.

## Werke
- Gefangener meines Wachens und meines Schlafes 1974 (arabisch)
- Gebundenes Buch / Hardcover 1974 (hebräisch)
- Niemandsland 1979 (hebräisch)
- Arabesken 1986 (hebräisch, deutsche Übersetzung von Magali Zibaso, München 1989).
- "Geister" in Angst im eigenen Land Hrsg. von Rafik Schami, Zürich, 2001
- "Autokartographie: Der Fall Palestine, Michigan" in Angst im eigenen Land Hrsg. von Rafik Schami, Zürich, 2001